# Śikhara

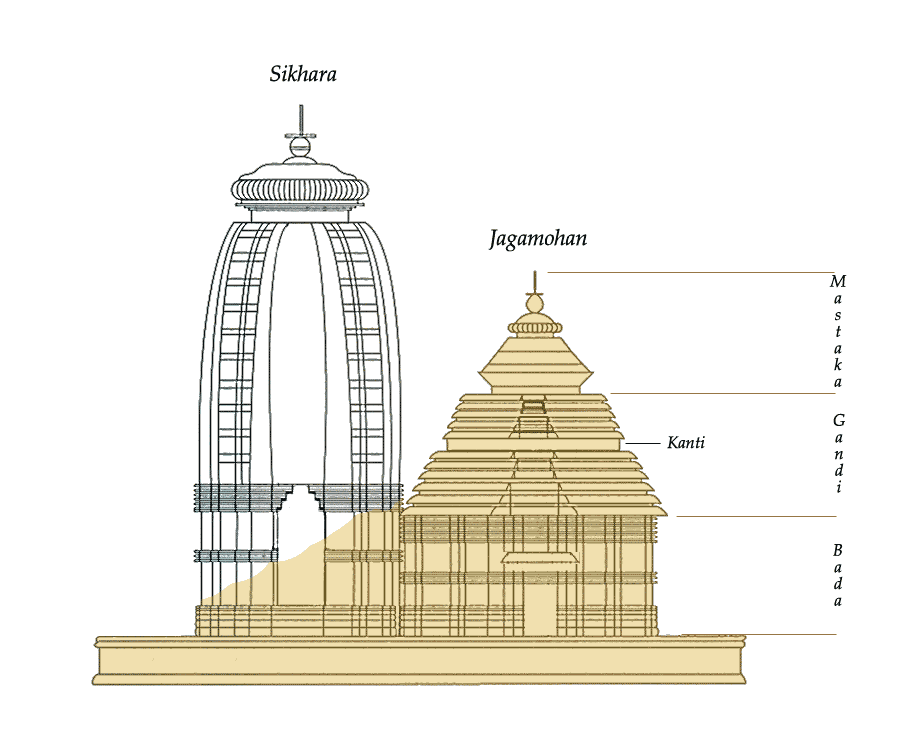
Plan świątyni w Konarak. Śikhara znajduje się po lewej.

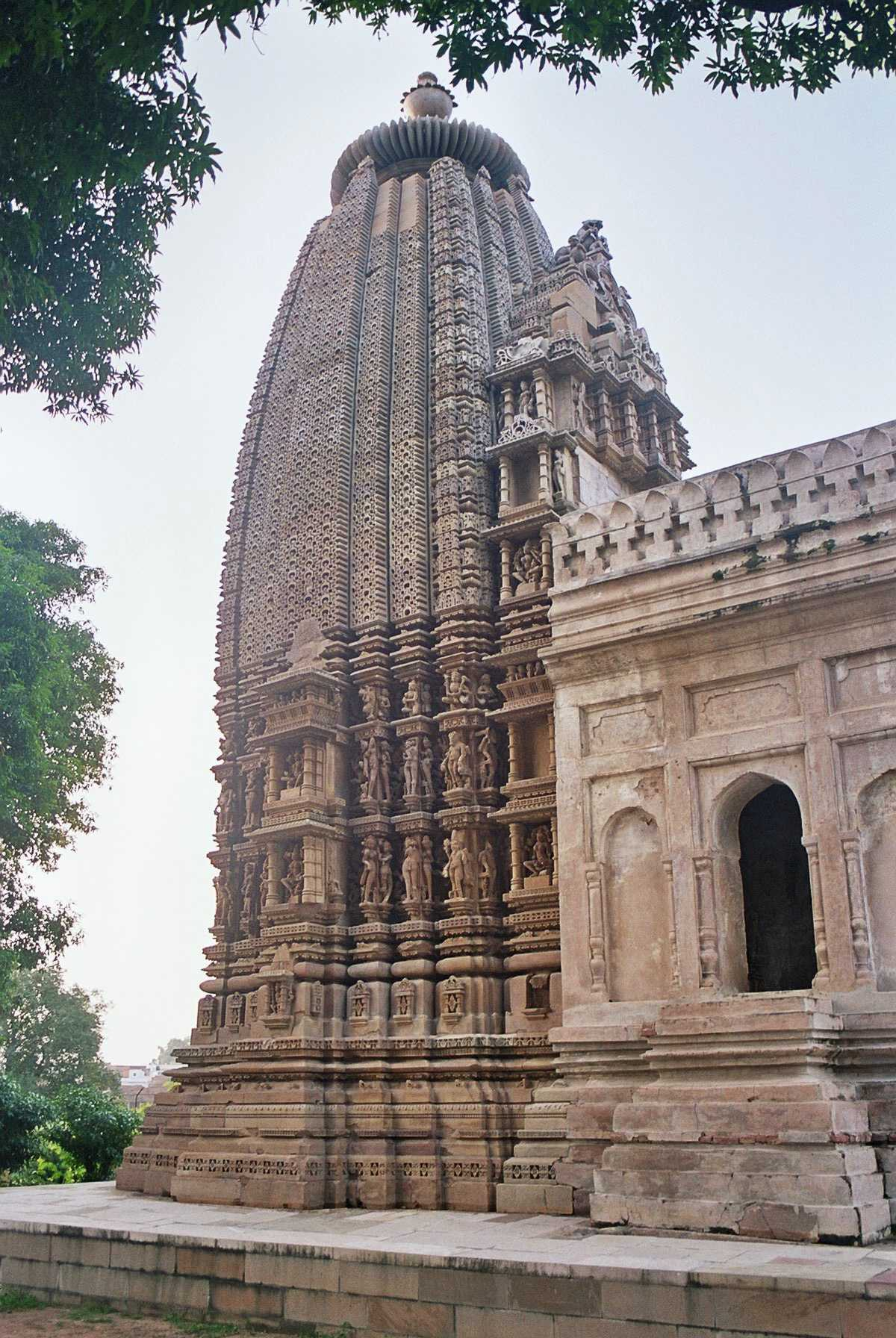
Śikhara w Khadżuraho.

Śikhara (ang. Sikhara) – to zwieńczenie świątyni hinduistycznej stylu północnego, z wieżą w kształcie iglicy nad najważniejszym jej sanktuarium. Śikhara kształtem symbolizuje szczyt góry, płomień ofiarny oraz słup ofiarny ołtarza wedyjskich ceremonii. Na południu Indii odpowiada jej wimana.

## Styl nagara
W północnoindyjskim stylu architektonicznym nagara, śikharę zwieńczała śikha (kok na czubku głowy). Szczyt sikhary reprezentował symbolicznie szew strzałkowy i guz ciemieniowy na kości ciemieniowej czaszki. Zachodzi tu analogia do ciała ludzkiego: przez brahmarandhrę - otwór w szwie strzałkowym, atman opuszczać miał ciało fizyczne, dążąc do połączenia z brahmanem.